# Île Wiencke
 (mai 2024).
Si vous disposez d'ouvrages ou d'articles de référence ou si vous connaissez des sites web de qualité traitant du thème abordé ici, merci de compléter l'article en donnant les références utiles à sa vérifiabilité et en les liant à la section « Notes et références ».
L’île Wiencke est une île de l'archipel Palmer au large de la péninsule Antarctique.

## Géographie
L'île Wiencke est une île de 26 km de long et de 3 à 8 km  de large, d'environ 67 km2 de superficie. De forme allongée, elle est orientée nord est - sud ouest. C'est la plus méridionale des principales îles de l'archipel Palmer. Elle est bordée à l'ouest par le chenal Neumayer qui la sépare de l’île Anvers et à l'est par le détroit de Gerlache qui la sépare de la côte Danco.
Au sud ouest toute proche de l'île Wiencke se situe la petite île Goudier qui abrite Port Lockroy.
L'île de nature rocheuse est principalement couverte de glaciers et de neige. Quelques modestes sites rocheux découverts de neige se trouvent sur les côtés ouest et nord de l'île. Ils sont occupés par des roqueries de manchots papous pendant le printemps et l'été australs. On y trouve aussi des herbes, de la mousse et des lichens.L'île possède trois crêtes montagneuses : le pic Nemo haut de 864 m au nord-ouest, le pic Nipple haut de 615 m au nord-est et le pic Luigi au sud-ouest qui en culminant à 1 415 m  est le sommet de l'île.

## Histoire
L'île semble avoir été aperçue pour la première fois par Edward Bransfield à bord du brick Williams en 1820, bien qu'il ait cru qu'il s'agissait d'un cap. En 1829, Henry Foster fit le tour de l'île en bateau. Puis en 1873, l'Allemand Eduard Dallmann a été le premier à mettre le pied sur l'île, et l'a décrite comme «un endroit de solitude». L'île a été dénommée par l' expédition belge en Antarctique de 1897-1899, commandée par Adrien de Gerlache, en hommage à Carl August Wiencke, un marin norvégien emporté par la tempête alors que le Belgica approchait de la péninsule Antarctique.
Quatre ans plus tard Jean Baptiste Charcot séjourna autour de l'île Wiencke lors de sa première expédition en Antarctique de 1903 à 1905. Il découvrit dans la petite île Goudier proche de l'île Wiencke un havre naturel qu'il baptisa Port Lockroy. Il cartographia cette partie de l'archipel Palmer et calcula l'altitude du point culminant de l'île Wiencke le pic Luigi. A l'ouest de l'île il découvrit une pointe donnant sur le chenal Neumayer qu'il nomma Pointe Damoy.
A la fin de la seconde guerre mondiale la Grande-Bretagne installa des bases sur l'île de la Déception, sur l'île Goudier à Port Lockroy (1944) puis une autre à Hope Bay au bout de la péninsule antarctique (1945). Officiellement cette opération appelée Opération Tabarin avait pour but d'obtenir des rapports météorologiques et vérifier qu'il n'y avait pas d'activité navale allemande en Antarctique. En réalité elle visait à renforcer les revendications territoriales britanniques sur la région.
Il ne reste qu'une de ces trois bases, Port Lockroy sur l'île Goudier.
La marine argentine installa un phare en 1947 à Py Point à l'extrémité sud-ouest du chenal Peltier sur l'île voisine Doumer. La marine argentine érigea également une cabane à usage de refuge dans la baie Dorian en 1957 à la Pointe Damoy. Juste à côté le British Antarctic Survey (BAS), un organisme de recherches scientifiques successeur de l'Opération Tabarin implanta en 1975 une cabane pour servir de base aérienne de transit pendant les mois d'été. Connue sous le nom de Damoy Hut, elle a été désaffectée en 1993 mais conservée comme bâtiment historique.

Une autre station scientifique (Yelcho) a été créée en 1962 par la marine chilienne à South Bay sur l'île proche Doumer. Un abri d'urgence a été construit en 1957 à Alice Creek, à 150 m au sud de l'île Goudier, suivi deux ans plus tard d'une hutte plus grande pour l'entretien d'une antenne électromagnétique basse fréquence et d'un équipement de communication par les ondes. Ces deux huttes ont été démolies en 1996 tandis que la base britannique de Port Locroy sur l'île Goudier était restaurée en tant que site historique. 

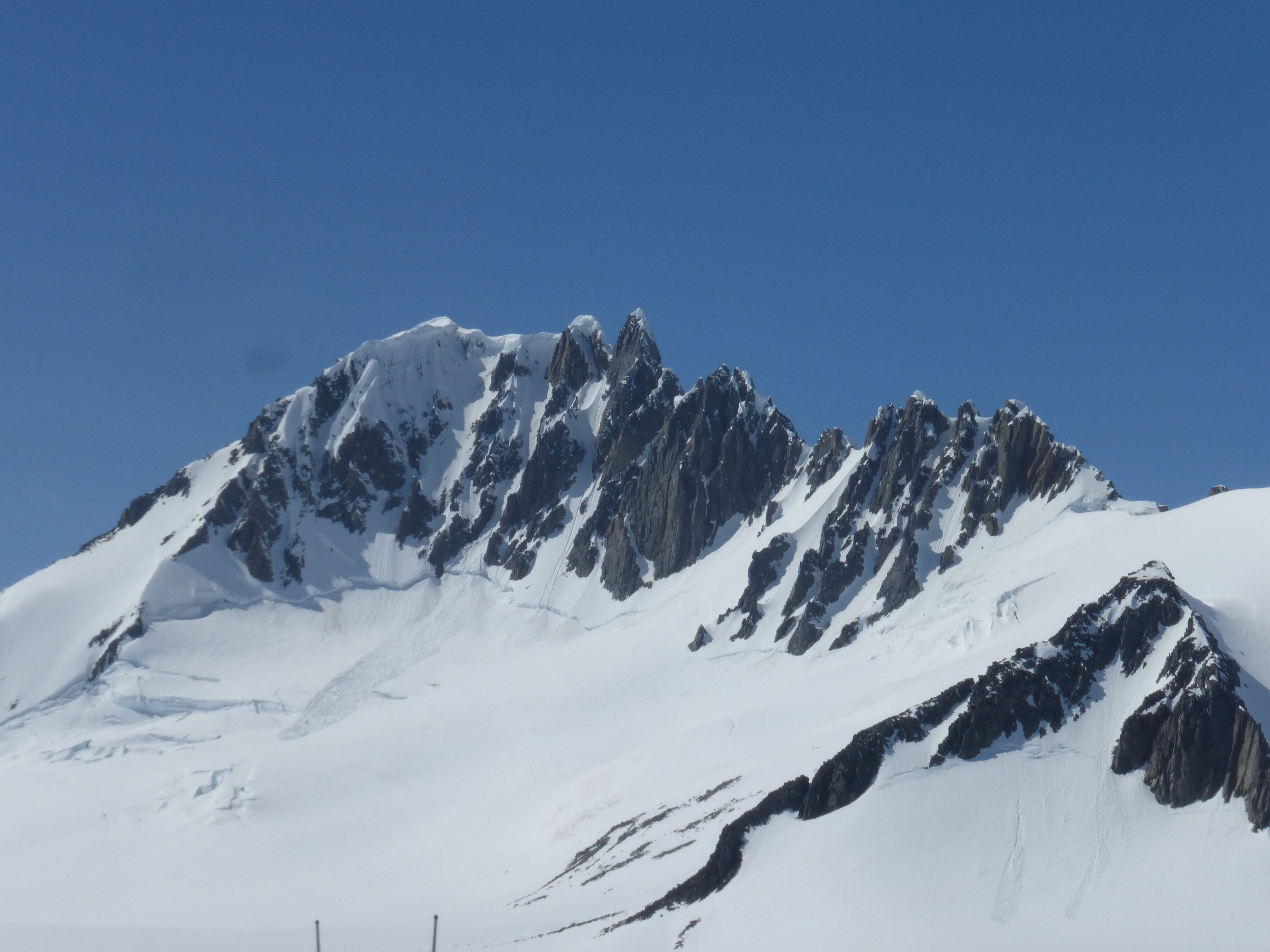
Montagne de l'île de Wiencke
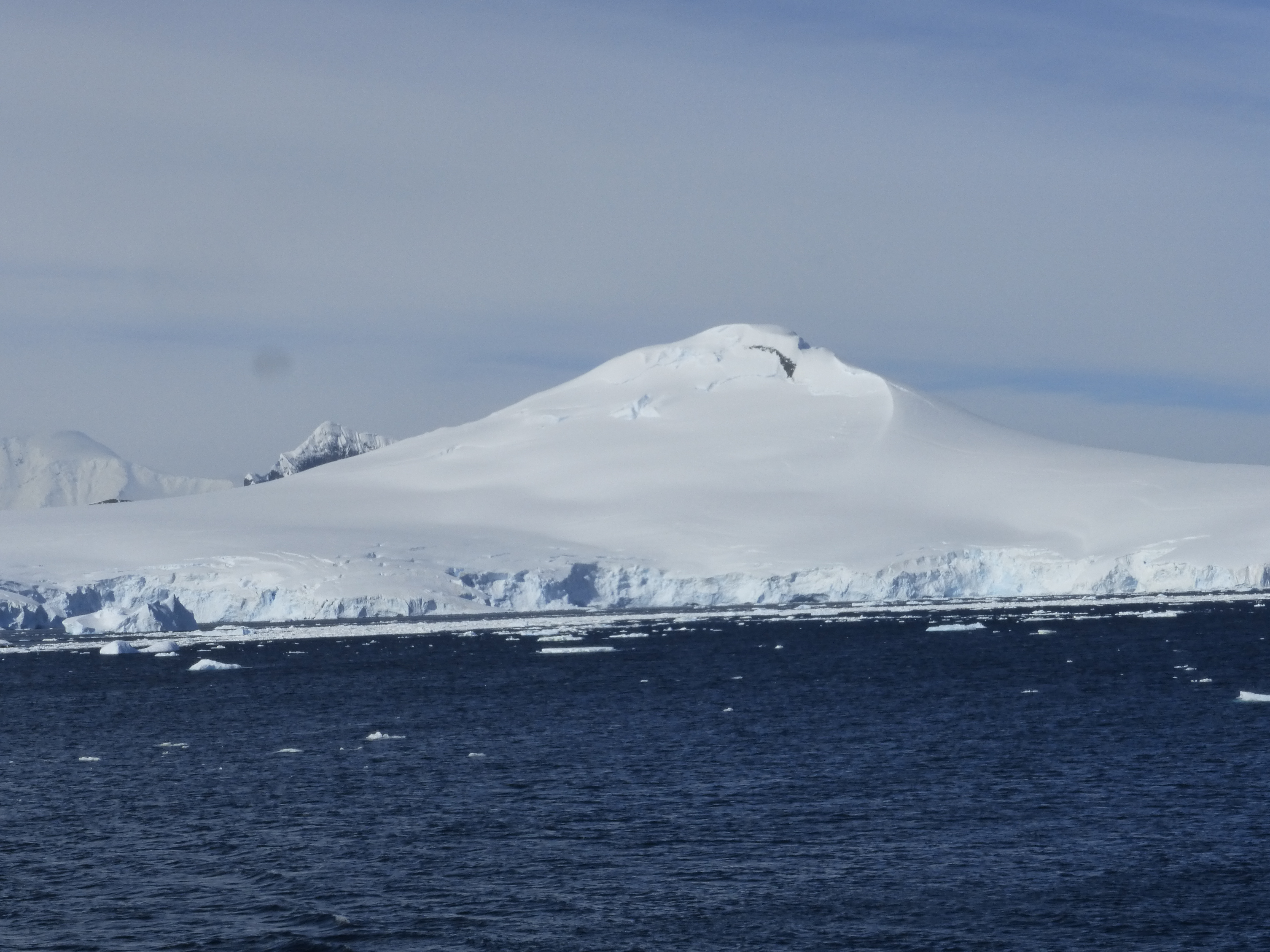
L'île Wiencke vue du chenal Neumayer
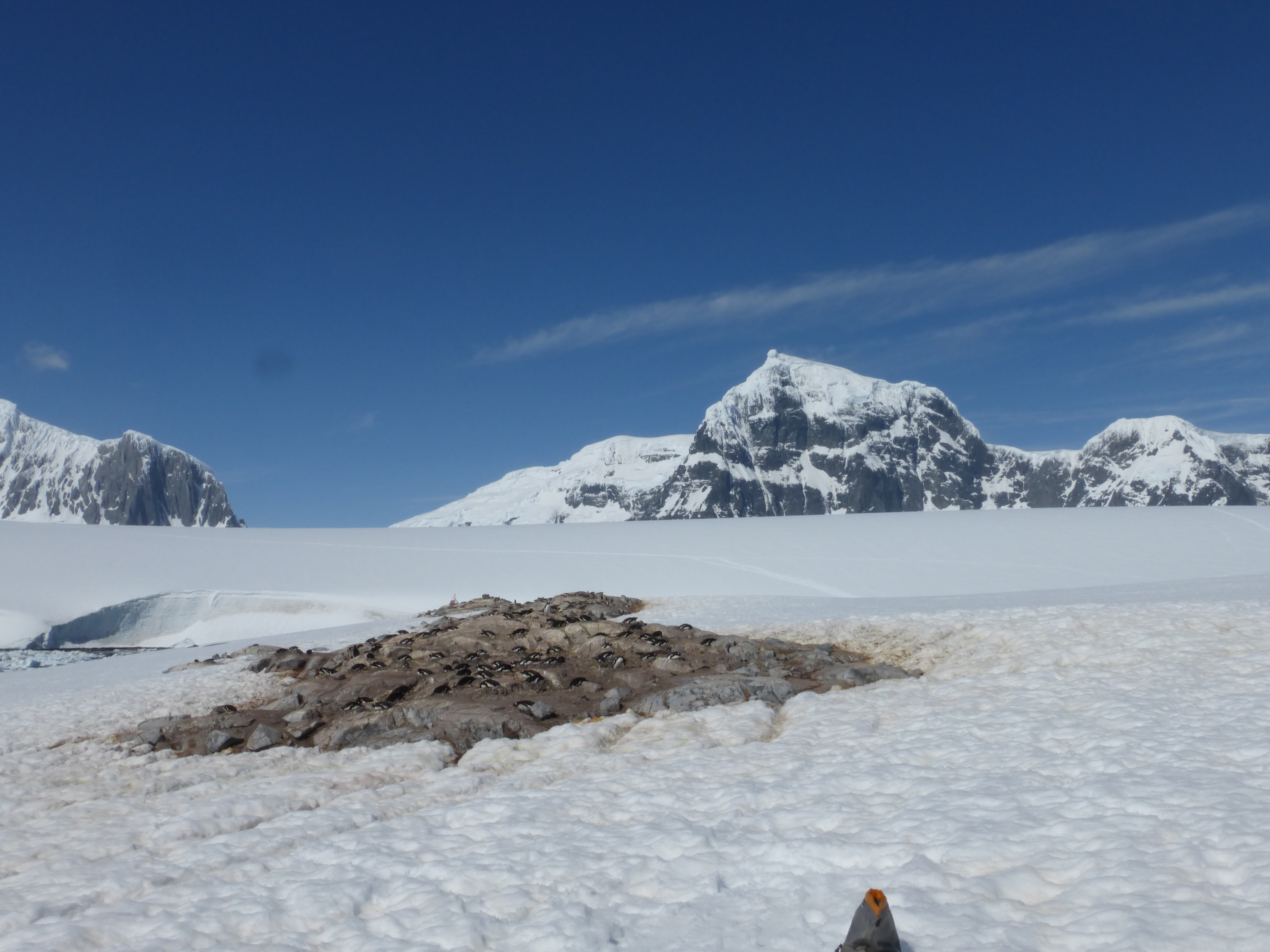
Roquerie de manchots papous dans l'île de Wiencke
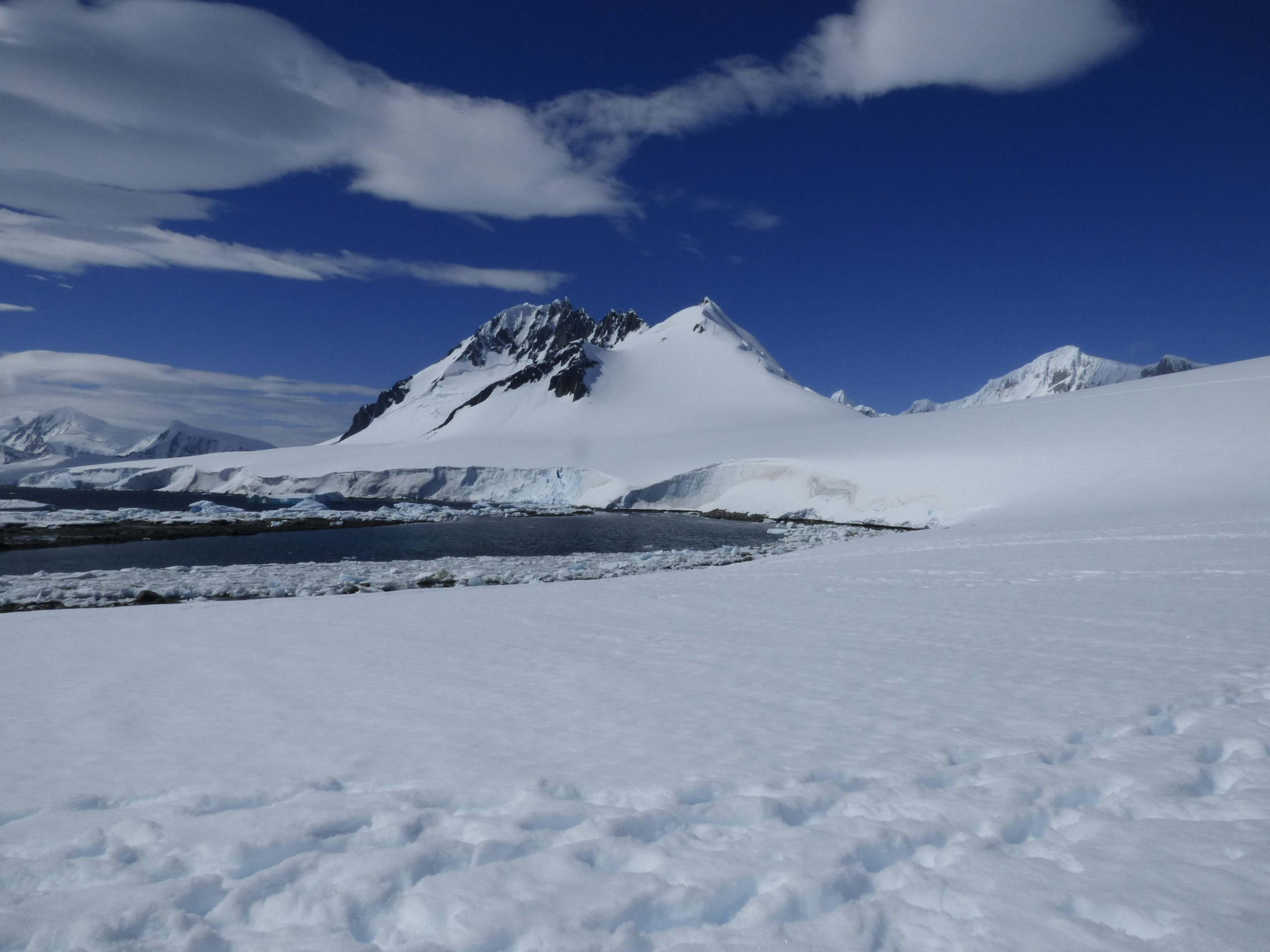
Paysage de l'ïle Wiencke près de la baie Dorian
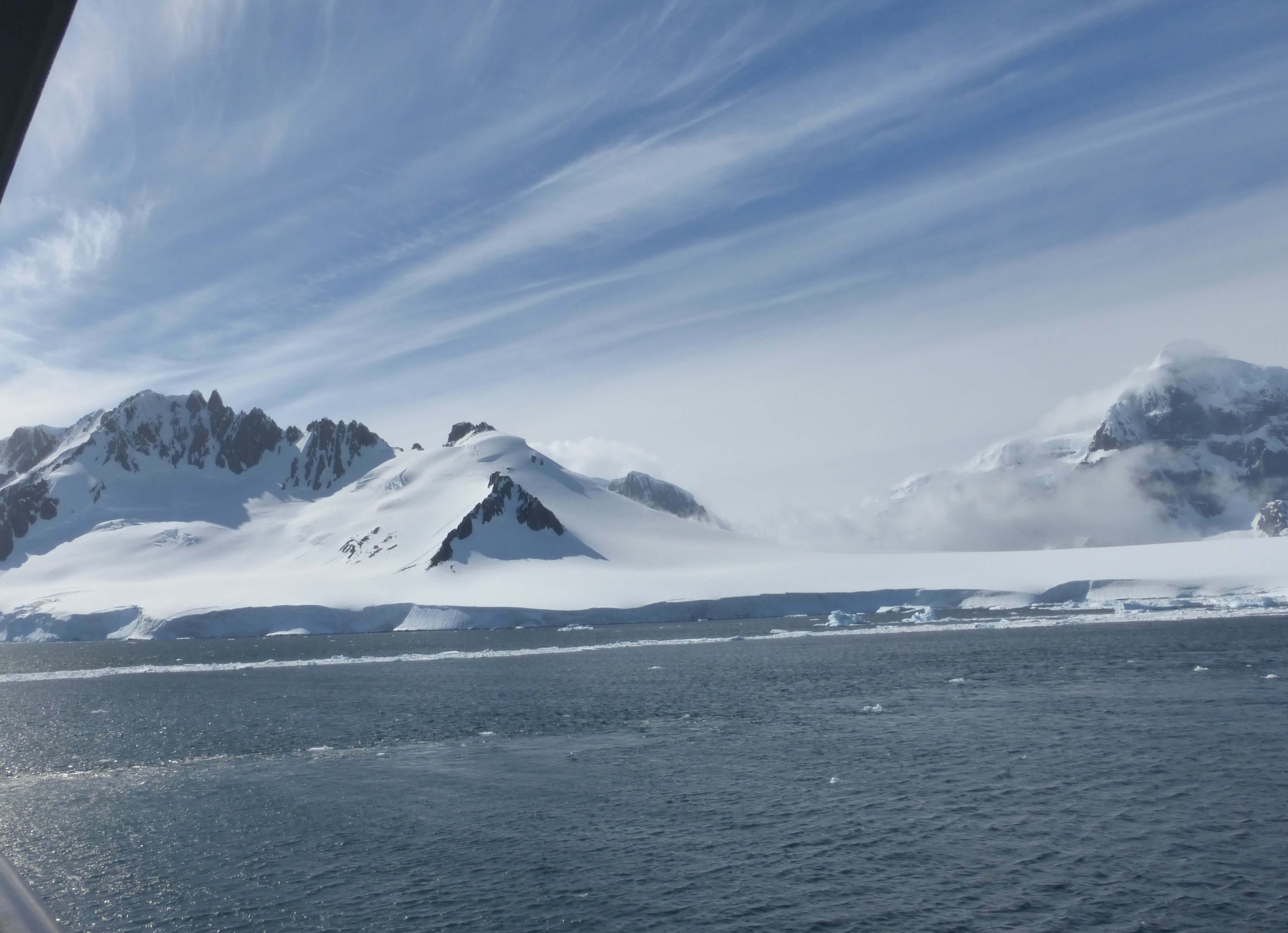
Les sommets de l'île de Wiencke vus depuis le chenal Neumayer